# Акматов, Таштанбек Акматович
Таштанбе́к Акма́тович Акма́тов (род. сентябрь 1938, Кёк-Сай, Иссык-Кульская область) — киргизский государственный и политический деятель.
Председатель Президиума Верховного Совета Киргизской ССР (1987—1990). Депутат Совета Национальностей Верховного Совета СССР 9-11 созывов от Киргизской ССР.. В Верховный Совет 9 созыва избран от Иссык-Кульского избирательного округа Киргизской ССР, член Комиссии по делам молодёжи Совета Национальностей. Народный депутат СССР (1989—1992). Дважды Герой Социалистического Труда (1976, 1986), Герой Киргизской Республики (2013).

## Биография
Родился в сентябре 1938 года в селе Кок-Сай Тонского района Иссык-Кульской области.
В 1969 году окончил Иссык-Кульский совхоз-техникум, в 1977 году — Киргизский СХИ (заочно).
33 года (1955—1987) проработал старшим чабаном в колхозе имени XII партсъезда Тонского района Иссык-Кульской области, внес большой вклад в развитие овцеводства республики.
С 8 августа 1987 года — Председатель Президиума Верховного Совета Киргизской ССР. С 10 апреля 1990 года — советник Председателя Совета Министров Киргизской ССР.
С 1991 года — глава фермерского хозяйства в родном районе Кыргызстана. В 1995—2001 годах одновременно был главой республиканской фермерской ассоциации Кыргызстана.
В настоящее время разводить яков. 
Женат, имеет десять детей.
Вместе с Валентиной Голубевой остается последним из ныне живущих дважды Героев Социалистического труда.

## Награды
- Герой Социалистического Труда (25.12.1976, 20.06.1986)
- 3 Ордена Ленина
- 2 Ордена Трудового Красного Знамени
- Государственная премия СССР (1982)
- Герой Киргизской Республики («Кыргыз Республикасынын Баатыры») с вручением особого знака «Ак-Шумкар» (указ Президента Кыргызской Республики от 2 марта 2013 года, за большой вклад в развитие Кыргызской Республики, выдающийся пример неустанного труда на благо страны)
- Медаль «Данк» (1997, Кыргызстан)
- памятная золотая медаль «Манас-1000» (15 августа 1995 года)[5]